# 大树镇 (汉源县)
大树镇，是中华人民共和国四川省雅安市汉源县下辖的一个乡镇级行政单位。2019年12月，撤销料林乡，将其所属行政区域划归大树镇管辖。

## 行政区划
大树镇下辖以下地区：
新民村、富华村、新村村、新沟村、中坝村、海螺村、大瑶村、麦坪村和摆鱼村。